# Conquista d’Oeste
Conquista d'Oeste – miasto i gmina w Brazylii, w stanie Mato Grosso.